# Уједињена реформска акција
Грађански покрет Уједињена реформска акција (УРА) је интегралистички политички покрет у Црној Гори, основан 14. марта 2015. године, који је на изборима 2016. године остварио парламентарни статус. УРА се профилише као реформистички грађански покрет лијевог центра, који се води социо-либералном политичком идеологијом.
На другом редовном Конгресу покрета, одржаном 9. априла 2017. године, за предсједника је изабран докторанд политичких наука и најмлађи посланих 25. сазива Скупштине Црне Горе, мр Дритан Абазовић.
Потпредсједници Грађанског покрета УРА су Суада Зороњић, Милош Конатар и Неђељко Рудовић.
На локалним изборима одржаним 26. новембра 2017. године, Грађански покрет УРА је наступио самостално. УРА је на Цетињу остварила 15% подршке бирача и тако постала најјача опозициона партија у том граду, са пет освојених мандата. Носилац изборне листе на Цетињу био је предсједник цетињског одбора, Филип Аџић.
На локалним изборима у Мојковцу, УРА је остварила 4,5% подршке бирача и тако остварила парламентарни статус.
2021. године странку су напустили оснивач Жарко Ракчевић, Шербо Растодер, Благоје Граховац, Марко Бацковић и Шефил Нишић.